# Gustavo Saggiante
Gustavo Saggiante López (Anáhuac, 14 marzo 1934 – León, 6 ottobre 2018) è stato un allenatore di pallacanestro messicano.

## Carriera
Ha guidato il Messico ai Giochi panamericani di Caracas 1983, dove vinse la medaglia di bronzo, e a due edizioni dei Campionati americani (1984, 1989).